# Moneta proof
Le monete a coniazione “proof” (che in inglese significa letteralmente “di prova”), sono delle particolari monete, emesse esclusivamente per collezioni numismatiche.

## Storia

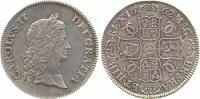
Corona inglese del 1662

Le prime monete proof furono le corone di argento coniate sotto l'egida di Re Carlo II, dalla ”Zecca Reale Inglese”, la più all'avanguardia tra le zecche dell'epoca. Le monete proof vennero successivamente coniate per celebrare l'avvento di un nuovo Re, o quando il conio di una moneta veniva modificato.
Venivano coniate con una tiratura “estremamente” limitata, poiché l'estrema cura che necessitavano per la coniazione faceva sì che il costo di coniazione fosse elevato. In seguito, una volta coniate, venivano custodite in particolari astucci, marchiati con lo stemma reale. Il primo cofanetto di questo genere venne emesso nel 1746, mentre in Inghilterra regnava Giorgio II, e custodiva quattro monete di argento: la mezza Corona, la Corona, lo Shilling e il Sixpence.
Le monete proof da una parte permettevano alla Zecca Reale di mostrare la propria magnificenza, e dall'altro di essere donate come segno di amicizia ad ospiti illustri, al fine di assicurare all'Inghilterra potenti alleati. Col passare degli anni le Zecche del resto del mondo iniziarono ad imitare i sovrani di Inghilterra, emettendo sempre più monete proof, accanto alle normali Fior di Conio. Ma come spesso accade queste monete, persero la loro funzione rappresentativa, per lasciar spazio a quella speculativa. Oggi vengono coniate dalle Zecche di tutto il mondo, e rappresentano una attrazione irresistibile per i numismatici.

## Caratteristiche

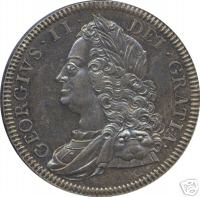
Corona inglese del 1746

La moneta proof non ha eguali per quanto riguarda l'aspetto estetico; infatti il “fondo” o “campo” (cioè la parte libera da rilievi e decorazioni) è completamente lucido, come uno specchio (per questo motivo, in Italia, questo tipo di monete viene detto anche “fondo specchio”, indicato con la sigla “FS”), e crea quindi un contrasto con la parte in rilievo, che si presenta satinata e opaca.
Tale caratteristica viene ottenuta grazie all'utilizzo di tondelli lucidati e conii di particolare qualità. Tale lavorazione non va confusa con la “BU”, cioe Brilliant Uncirculated, mediante la quale sia fondo che rilievo della moneta risultano lucidi; quest'ultima tecnica viene utilizzata soprattutto nei paesi esteri, come la Gran Bretagna.
Le monete proof, essendo di così raffinata fattura (e quindi di notevole valore economico, molto più elevato rispetto alle normali fior di conio), necessitano di una altrettanto particolare cura; infatti, a causa del fondo a specchio, tendono a rigarsi con estrema facilità e quindi necessitano di essere "sigillate" in una capsula di plexiglas, in modo da evitare il contatto con un qualsiasi corpo esterno. Per ciò le monete proof antiche, non essendo contenute in alcuna capsula, molto spesso si presentano rigate visibilmente, cosa che ne fa notevolmente calare il valore. Quindi sarebbe meglio evitare il contatto con delle monete proof e, se proprio non è possibile evitarlo, bisogna farlo con estrema cura, usando appositi guanti di puro cotone, non trattati con candeggina o altri agenti chimici, pericolosi per la moneta. Le monete fondo specchio sono molto apprezzate, sia in Italia che all'estero, e vengono ancora oggi prodotte con tiratura estremamente limitata, rispetto alle normali fior di conio (aventi sigla “FDC”). Per questo motivo hanno, già all'acquisto, un costo doppio rispetto a quelle normali; ciò non accade negli Stati Uniti, dove non esiste differenza di prezzo fra le due coniazioni.

Sterlina proof